# Fiat X1/9

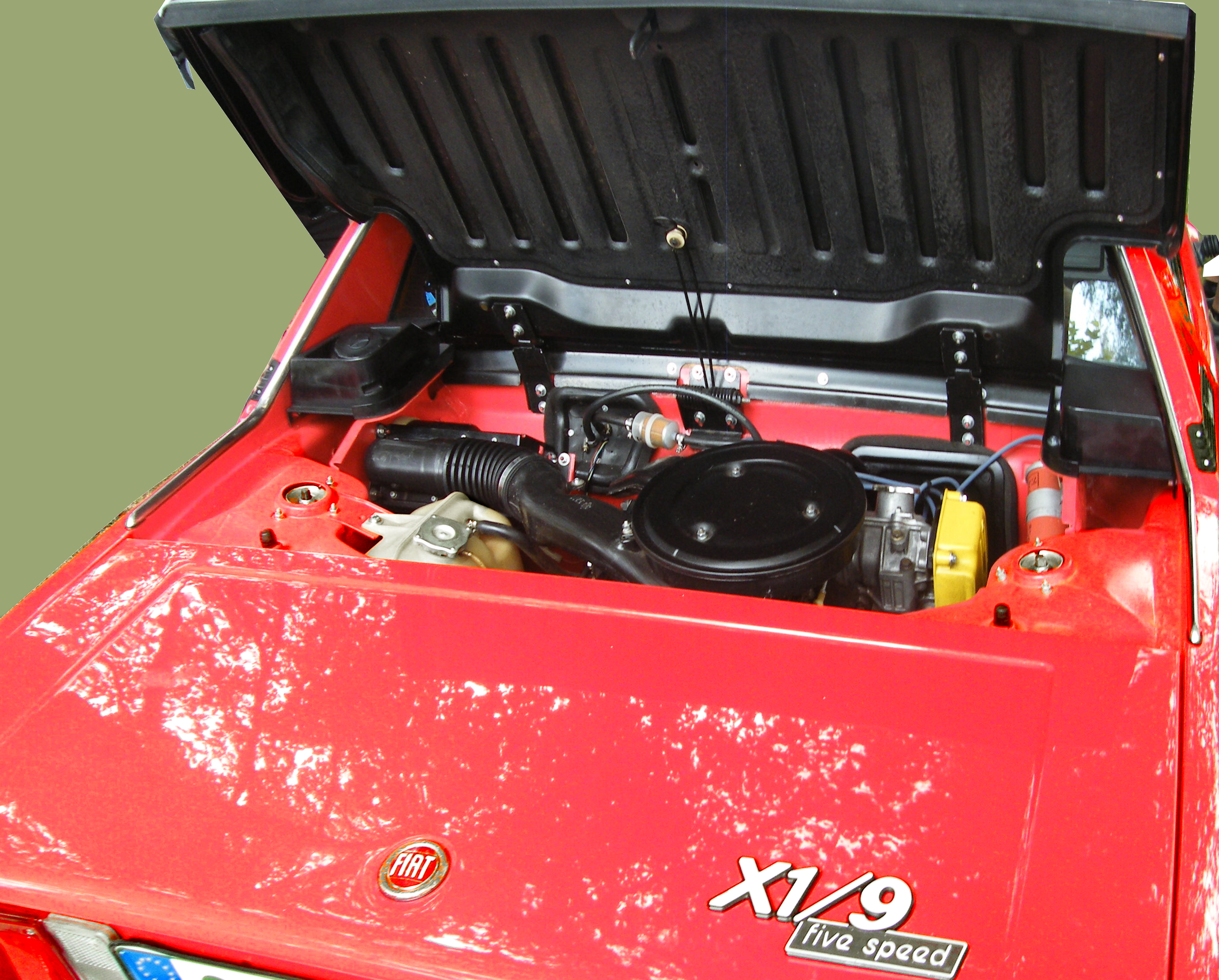
X1/9 Motorraum

Der Fiat X1/9 ist ein kleiner Sportwagen, den Fiat bzw. Bertone von 1972 bis 1988 baute. Entworfen und entwickelt wurde das Auto von der Carozzeria Bertone.

## Geschichte

### Nachfolger des Fiat 850 Spider

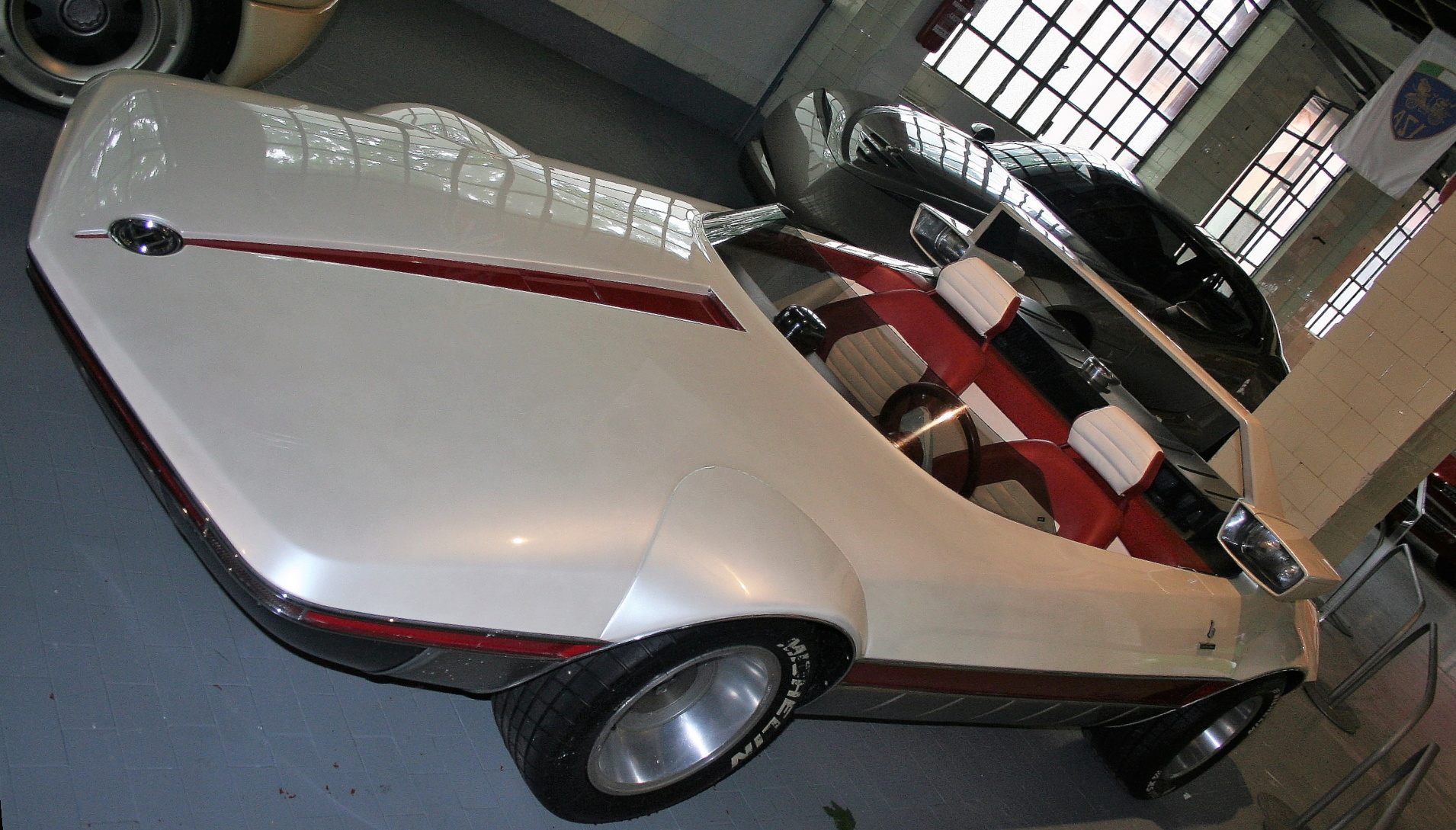
A112 Runabout, 1969

Der Fiat X1/9 ist der Nachfolger des ebenfalls von Bertone gestalteten Fiat 850 Spider und gehört zur erweiterten Typenbaureihe Fiat 128, was der  Typencode 128AS zeigt. Einen ersten Ausblick auf das neue Modell bot die 1969 bei Bertone gezeigte Studie Autobianchi Bertone Runabout; Designer war Marcello Gandini, der von dem entsprechenden Motorbootstyp inspiriert war. Auf dem Turiner Autosalon wurde diese Studie als Autobianchi vorgestellt, um die Unternehmensleitung von Fiat nicht unvorbereitet zu überraschen, doch Bertone hatte von Anfang an die 128-Baureihe als technische Basis vorgesehen.
Die im Auftrag von Karmann in Osnabrück von Giugiaro entwickelte Studie Cheetah auf VW-Basis ähnelte rein äußerlich in einigen Details dem X1/9, hat aber entgegen der in einigen Medien zuweilen verbreiteten Legende keinen Bezug zur Entwicklungsgeschichte des X1/9, zumal Bertone mit dieser Studie nichts zu tun hatte. Die Ursache dieser Ähnlichkeit lag vermutlich zum einen in dem damals in Italien allgemeinen Trend zur Keilform, deren großer Verfechter Bertone war, und zum anderen darin, dass Giugiaro als sein Schüler sicher einige dieser Designgrundsätze mit in sein damals neues Unternehmen Italdesign übernommen hatte, wo der Cheetah entworfen wurde. Letzterer war als möglicher Nachfolger des VW Karmann Ghia gedacht, und bei Karmann in Osnabrück wurde der Prototyp dann auch auf der Plattform des VW Typ 1 (Käfer) gebaut. Als Fahrzeug mit Boxer-Heckmotor hatte er somit auch technisch nichts mit dem X1/9 gemein.
Im September 1972 wurde der X1/9 offiziell als Mitglied der Fiat-128-Familie präsentiert. Wesentliches Merkmal des Fahrzeugs war der Mittelmotor, durch den eine ausgewogene Gewichtsverteilung und ein neutrales Fahrverhalten erreicht wurde. Die Motoren und Getriebe stammen aus dieser Typenfamilie, genauso wie einige weitere Technikbaugruppen wie Bremsanlage und einige Teile der Vorderachse mit MacPherson-Federbeinen. Die Karosserie war dagegen ein eigenständiges Fabrikat von Bertone, bei dem viele Formen und Details des Runabout wiederzufinden waren. Ebenso war es für Bertone in dieser Zeit nicht untypisch, viele X1/9-Großserienteile in anderen bei Bertone gebauten Fahrzeugen zu verwenden; zum Beispiel die Türgriffe beim Lancia Stratos oder beim Lamborghini Urraco.
Das Fahrzeug war als „Sicherheitscabriolet“ ausgelegt. Es war ein Coupé mit Targadach und Überrollbügel. Der Fiat X1/9 ist außer der Mercedes-Benz-S-Klasse der Baureihe 116 das einzige Fahrzeug seiner Generation, das die Crashanforderungen erfüllte, die die US-Behörden für 1975 forderten.
Das Typen- und Motorenprogramm war über den gesamten Modellzyklus überschaubar. Zu unterscheiden sind grundsätzlich zwei Serien, eine mit 1300 cm³ und eine mit 1500 cm³ Hubraum. Beide Grundmotoren gehörten zur Fiat-128-Motorenbaureihe mit obenliegender Nockenwelle, die mit Zahnriemen angetrieben wird. Diese Motorenfamilie wurde von Aurelio Lampredi entwickelt, der für Ferrari und Fiat viele Motoren konstruierte.
Die erste Serie von 1972 bis 1978 bildete die Ursprungsvariante mit 1300-cm³-Motor, Vergaser und Viergang-Schaltgetriebe. Je nach Baujahr leistete sie zwischen 73 und 75 PS. In den USA gab es bereits damals wegen der schärferen Abgasgesetze abgewandelte Versionen mit Abgasnachverbrennung und Abgasrückführung, die deutlich weniger leisteten.
Im Laufe des Jahres 1978 wurde der optisch und technisch überarbeitete X1/9 FiveSpeed gebaut und ausgeliefert. Er erhielt aus derselben Motorenfamilie einen Motor mit nun 1500 cm³ Hubraum und ein Fünfganggetriebe („FiveSpeed“). Der mit Vergaser ausgerüstete FiveSpeed leistete in der Regel 86 PS, wobei es auch einzelne Versionen für besondere Märkte gab, die emissionsbedingt mit geringerer Leistung auskommen mussten.
Ab 1980 wurde für den Exportmarkt in den USA (und ab 1985 für Europa) eine Version mit elektronischer Bosch-Benzineinspritzung (Bosch-L-Jetronic) und geregeltem Katalysator gebaut. Diese Version leistete 75 PS.

### Modellpflege

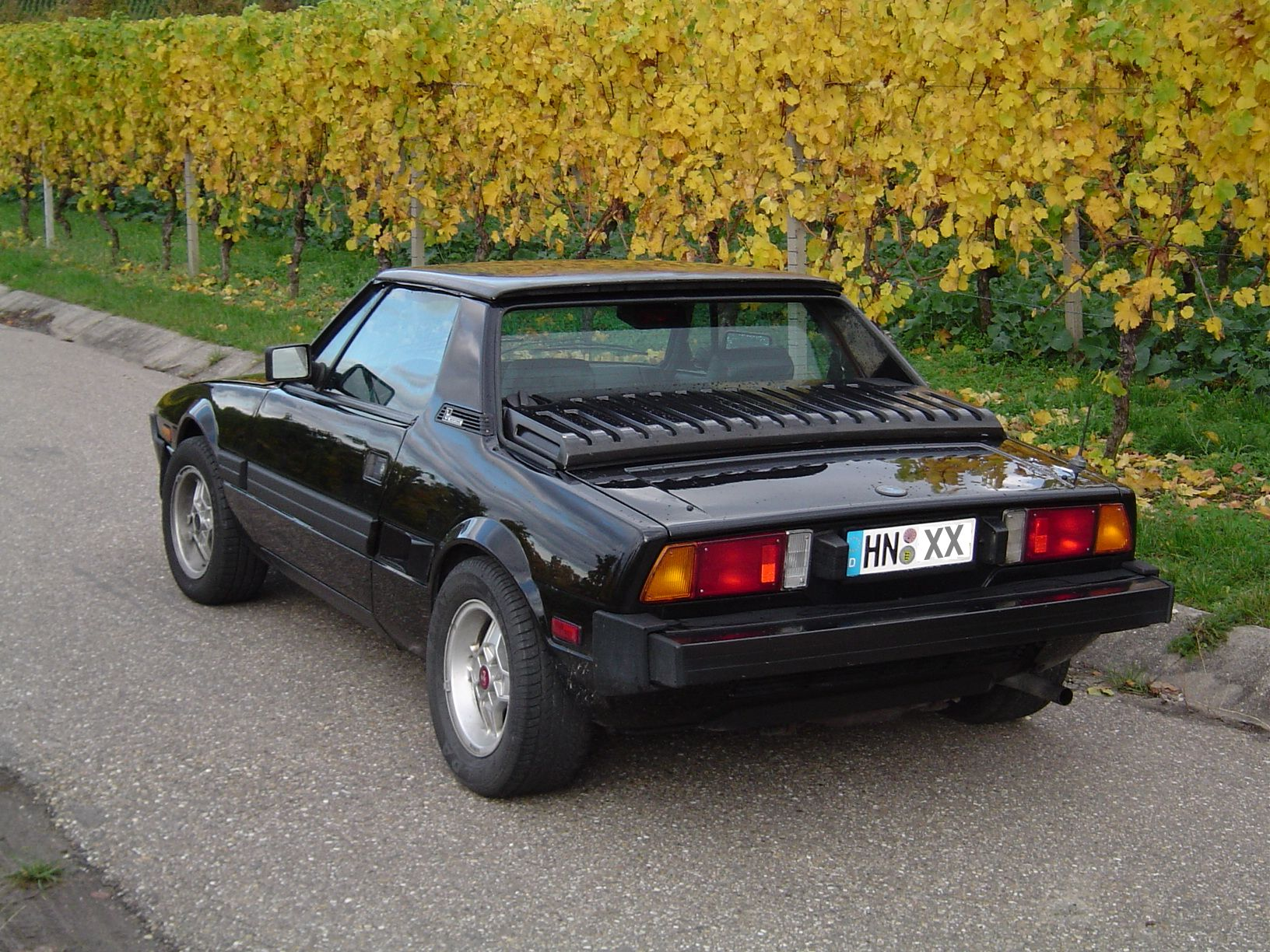
Bertone X1/9 (1982–1988)

Die Hauptstützen des US-Geschäfts von Fiat in den frühen 1980er-Jahren bildeten der Fiat 124 Spider, der X1/9 und die US-Versionen des Ritmo sowie des 131. Etwa 75 Prozent der gesamten Produktion des X1/9 wurden zu dieser Zeit nach Nordamerika verkauft. Wegen rückläufiger Gewinne aus dem US-Markt gab es jedoch Überlegungen, die Produktion des Fiat X1/9 einzustellen. Bertone, der das Auto entworfen und von Anfang an die Karosserie gebaut hatte, schlug vor, den Wagen unter der Markenbezeichnung Bertone X1/9 weiterhin anzubieten. Fiat nahm das Angebot an und sagte zu, Bertone weiterhin mit den technischen Bauteilen zu beliefern. Zum Vertrieb wurde das Fiat-Händlernetz genutzt.
Ab Frühjahr 1982 wurde das im Grunde baugleiche Auto unter der Marke Bertone angeboten (zunächst mit der Sonderserie IN, die auf das zehnjährige Bestehen des X1/9 Bezug nahm). Im Zuge der Katalysatoreneinführung in den späten 1980er Jahren in Europa konnte Bertone als einer der ersten Hersteller ab April 1985 ein Fahrzeug mit geregeltem Dreiwegekatalysator anbieten, da hier die bereits unter Fiat-Regie seit 1980 gebaute US-Variante als Grundlage vorhanden war.
Bertone stattete das Fahrzeug im Laufe der Jahre schrittweise besser aus (Lederausstattung, Klimaanlage, elektrische Fensterheber). Mit dem Sondermodell „Sunshine“ von 1985 wurde außerdem wieder eine ausstattungsreduzierte Variante (mit Katalysator) ins Programm aufgenommen.
Die Fahrleistungen des Fiat X1/9 sind aus heutiger Sicht unauffällig. Im zeitgenössischen Vergleich der 1970er- und 1980er-Jahre waren sie dagegen durchaus als sportlich einzuordnen. Abgesehen von der geringen Motorleistung im Vergleich zu heutigen kleinen Sportwagen ist das Fahrverhalten vor allem auf kurvigen Strecken nach wie vor als sehr sportlich einzuordnen, was auf die Mittelmotorbauweise zurückzuführen ist.
Anfang 1988 wurde der Vertrieb nach ca. 165.000 Exemplaren beendet, manche Quellen nennen etwa 140.000. Die Produktion war bereits 1987 eingestellt worden. Ebenfalls 1987 erschien das letzte offizielle Sondermodell mit der Bezeichnung Gran Finale, ausschließlich für den britischen Markt. Ausgestattet war es mit einer Mica-Metallic-Lackierung in Blau oder Rotbraun, Alcantara-Innenausstattung, OZ-Rädern und Vergasermotor.

## Sondermodelle
Das erste Sondermodell war 1975 der X1/9 Corsa, der aber nicht über das Prototypenstadium hinauskam.
Das erste offizielle Sondermodell im deutschsprachigen Raum war der X1/9 Exklusiv, der zwischen 1976 und 1978 gebaut wurde. Parallel wurde speziell für die Schweiz, Frankreich, Belgien und Großbritannien in Kleinserie (ca. 700 Exemplare) der inzwischen sehr seltene X1/9 Lido gefertigt.
Nach Übernahme der Produktion durch Bertone erschien 1982 das zweifarbige Sondermodell „IN“ in einer Auflage von etwa 500 Fahrzeugen. Danach folgte das ebenfalls zweifarbige Sondermodell „VS“ (Versione Speciale).
1985 wurden ca. 1000 Einheiten des „X1/9 Sunshine“ gebaut. Letztes Sondermodell war bis Anfang 1988 der Rechtslenker „Gran Finale“ für Großbritannien.

## Rennsportmodelle

### Filipinetti X1/9
Nach der Vorstellung des X1/9 in Turin Ende 1972 wurde auf Druck des Fiat-Konzerns der X1/9 für den Rennsport vorbereitet. Dafür wurde Anfang 1973 die schon mit dem Fiat 128 erfolgreiche Schweizer Scuderia Filipinetti beauftragt. Mike Parkes baute den Filipinetti X1/9 auf, der Anfang 1973 auf dem Genfer Auto-Salon präsentiert wurde. Damals wurde auch der 16-V-Prototypen-Motor von Gian Paolo Dallara im Filipinetti ausprobiert. Schon nach nur einem Rennen am 1. April 1973 auf dem Nürburgring verschwand der Filipinetti X1/9 nach dem plötzlichen Tod von Georges Filipinetti (Inhaber der Scuderia). Der Verbleib des Filipinetti-X1/9 war über 30 Jahre ungewiss. Ende 2004 wurde er in einem relativ schlechten Zustand zufällig in Puerto Rico gefunden. Nach dem Transport nach Deutschland soll er dort in den darauf folgenden Jahren restauriert worden sein.

### X1/9 Abarth
Ende 1973 wurde der X1/9 Abarth entwickelt. Damit wurde im Fiat-Lancia-Konzern ein direkter Konkurrent zum Lancia Stratos geschaffen. Der Abarth X1/9 hatte einen 16-V-Zylinderkopf, der auf einen aufgebohrten 1600-cm³-Motorblock montiert wurde. Die Karosserie wurde für die Voraussetzungen des Rallyesports stark modifiziert. Um den Mittelmotor mit genügend Frischluft zu versorgen, wurde ein markanter „Schnorchel“ auf der Motorhaube angebracht. Die Idee eines Rallye-Einsatzes des X1/9 Abarth wurde jedoch vorzeitig beendet. Der Fiat-Konzern entschied sich zugunsten des 131 Abarth und des Lancia Stratos. Insgesamt wurden nur sechs Rennfahrzeuge mit dem Namen „Prototipi“ und eine Straßenversion mit Namen „Stradale“ gebaut.

### Icsunonove Dallara

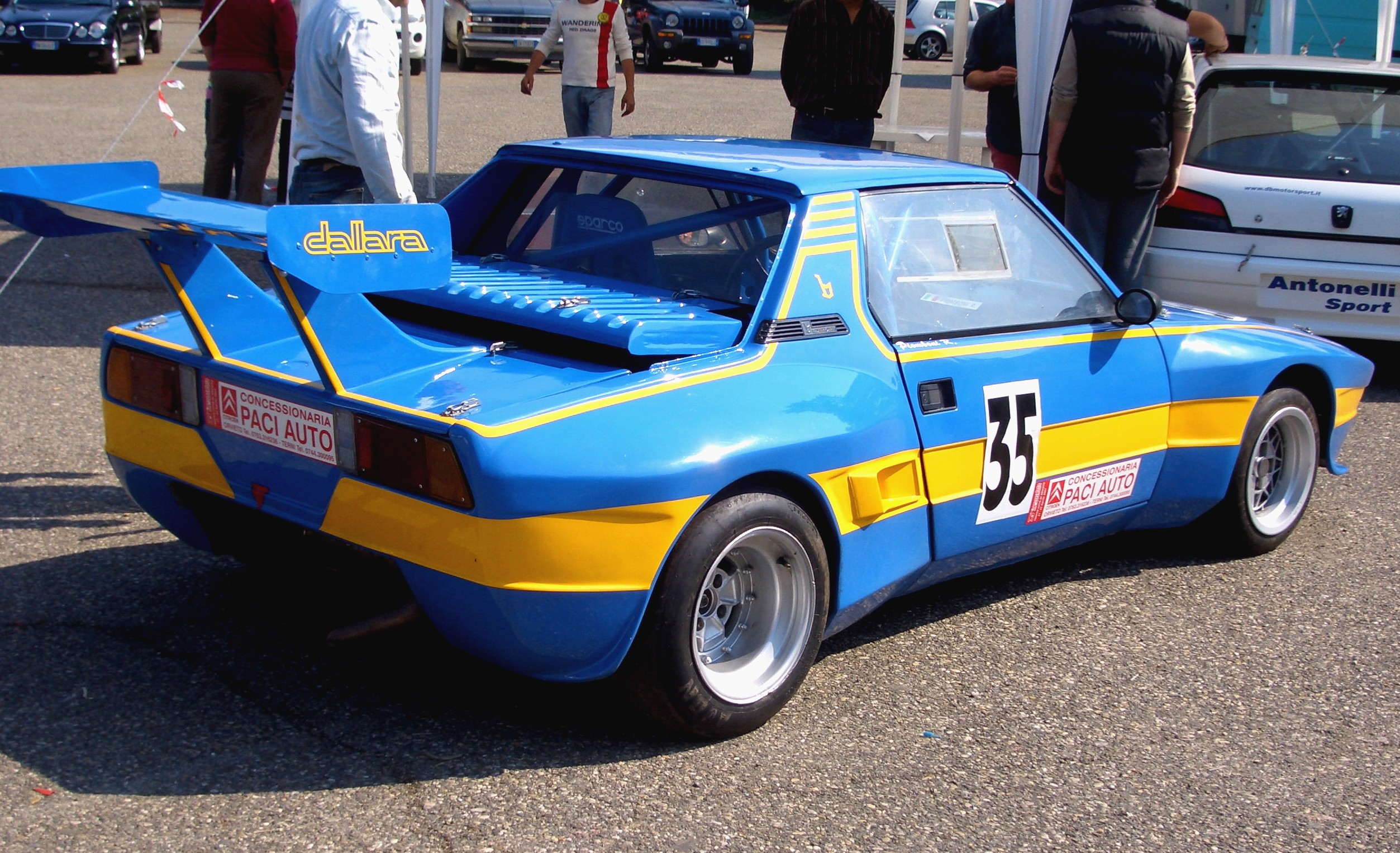
Heckansicht des Dallara

1975 wurde auf dem Automobilsalon in Paris eine Rennversion der Gruppe 5 des Fiat X1/9 vorgestellt: der Icsunonove Dallara. Der Wagen wurde speziell von Bertone mit einer GFK-Karosserie ausgerüstet. Von Dallara kam ein spezielles Fahrwerk und der schon im Filipinetti X1/9 getestete 16-V-Zylinderkopf. Die Leistung wurde noch während der 1970er-Jahre von Dallara verbessert. Der Dallara X1/9 wurde hauptsächlich für Bergrennen genutzt, aber auch auf Rundstrecken war er aktiv, in Deutschland beispielsweise beim Leinberger Racing 1977. Noch bis in die späten 1980er-Jahre konnte man den Dallara bei verschiedenen Rennen sehen.

## Lizenzbau in Brasilien
- Corona Dardo – 270 Einzelexemplare auf der Basis des X1/9, gebaut zwischen 1979 und 1983; verwendet wurden leistungsgesteigerte Fiat-Motoren mit 1300 cm³ (53 kW / 72 PS) und 1500 cm³ (70,5 kW / 96 PS), jeweils mit Weber-Doppelvergasern.